# Larrousse (Formule 1)

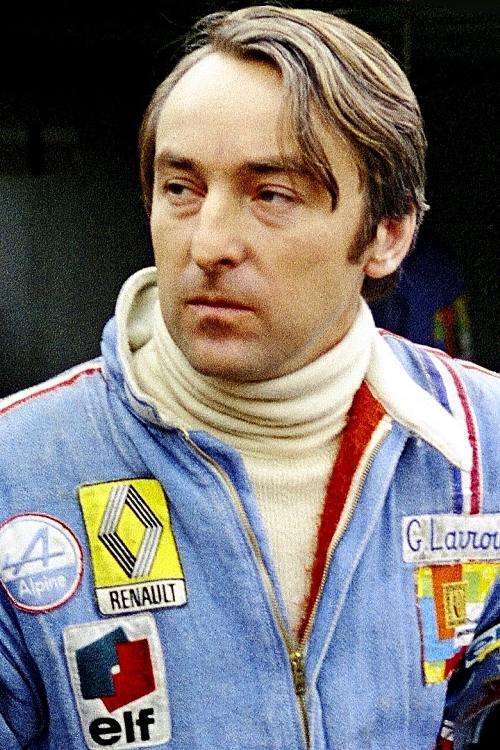
Gerard Larrousse in 1975.

Larrousse is een voormalig Frans Formule 1-team, in 1987 opgericht door de voormalig Renault F1-baas Gerard Larrousse en Didier Calmels. Van 1987 tot en met 1994 deed het team mee zonder veel succes en behaalde het slechts 1 podiumplaats.
In 1987 begint het team met een door Lola gefabriceerd chassis. Aanvankelijk wordt er slechts met 1 coureur gereden (Philippe Alliot) maar in de loop van het seizoen komt Yannick Dalmas erbij als tweede coureur. Alliot pakt 3 punten. Larrousse verlengt het contract met Lola met 3 jaar en voor 1988 zijn Alliot en Dalmas opnieuw de coureurs. Punten worden er niet gescoord en Dalmas moet aan het eind van het seizoen verstek laten gaan vanwege veteranenziekte. Hij wordt vervangen door Aguri Suzuki en Pierre-Henri Raphanel. Eind 1988 wordt Larrousse genoodzaakt het team helemaal alleen te leiden als Calmels wordt opgepakt voor het neerschieten van zijn vrouw. Hij moet 7 jaar de cel in. Gerard Ducourage wordt aangetrokken als nieuwe engineer.
1989 bleek een moeilijk jaar voor het team, ondanks de komst van Lamborghini als motorenleverancier. Door grote startvelden was het moeilijk om punten te scoren of zelfs te kwalificeren. Bovendien wist Dalmas niet meer op zijn niveau te komen van voor zijn ziekte. Debutant Eric Bernard vervangt hem 2 races, Michele Alboreto daarna definitief. Alliot scoort het enige punt van het seizoen in Spanje. Tijdens dat seizoen werd 50% van de aandelen verkocht aan het Japanse bedrijf Espo Corporation. Hierdoor keerde Aguri Suzuki in 1990 terug bij het team naast Eric Bernard. Suzuki zorgde voor het hoogtepunt in het bestaan van het team door de derde plaats bij de Grand Prix van Japan. Het team behaald in totaal 11 punten en wordt zesde in het constructeurskampioenschap hoewel de punten later worden teruggenomen door problemen met de FIA over het chassis.
Voor 1991 ziet het er weer somberder uit, Lamborghini vertrekt om een eigen team te beginnen en als Larrousse bijna rond is met Brian Hart als nieuwe motorenleverancier trekt Espo zich terug. Het team raakt in grote financiële problemen en het Japanse bedrijf Central Park stapt in het team. Intussen was Ducourage vertrokken en was een fusie met AGS mislukt. Lola vertrok ook bij het team zodat de auto's voortaan gewoon Larrousse heten. Er werden tussendoor ook nog 2 punten gehaald door Suzuki en Bernard.
Eind 1991 verkoopt Larrousse 65% van de aandelen aan Venturi en keerde Lamborghini terug nadat hun eigen Formule 1-avontuur volledig mislukt was. Het seizoen 1992 is opnieuw matig met slechts 1 punt, gescoord door Bertrand Gachot in Monaco. De andere coureur dat seizoen is de Japanner Ukyo Katayama. In september 1992 verkoopt Venturi haar aandelen weer aan een handelsgroep genaamd Comstock, geleid door de Duitser Rainer Walldorf. Walldorf had echter geen brandschoon verleden en kwam later om bij een vuurgevecht met de Duitse politie.
Het seizoen 1993 levert Larrousse nog 3 punten dankzij Erik Comas en de teruggekeerde Alliot. Financiële problemen blijven het team echter teisteren en aan het eind van het seizoen doet men een beroep op de Japanse pay-driver Toshio Suzuki (geen familie van Aguri). Gerard Larrousse reorganiseert het team opnieuw voor het seizoen 1994, nieuwe zakenpartner werd Fast Group SA, een Zwitserse onderneming waarbij ook oud Ferrari-coureur Patrick Tambay betrokken was. De Lamborghini motoren werden gedumpt en de gehoopte Peugeot-motoren liep men mis waardoor Larrousse het moest doen met de Ford-motor. Erik Comas behaalde 2 punten maar financiële problemen staken opnieuw de kop op waardoor de rijdersbezetting in de tweede helft van het seizoen onoverzichtelijk werd met naast aanvankelijke coureurs Comas en Olivier Beretta ook Alliot, Dalmas, en de "pay-drivers" Jean-Denis Délétraz en Hideki Noda. 
In de volgende winter kreeg Gerard Larrousse ruzie met zijn chassisbouwers en een nieuwe auto werd niet meer gebouwd. Na nog wat herstartpogingen werd in april 1995 definitief de stekker uit het Larrousse Formule 1-team getrokken nadat ook nog eens allerlei rechtszaken zich aandienden. Gerard Larrousse leidde hierna sportcar-teams maar met weinig succes.